# HMS Rainbow (1747)
HMS Rainbow  — 44-пушечный двухдечный корабль Третий корабль Королевского флота, названный Rainbow (радуга). Заказан 4 марта 1746 года. Спущен на воду 3 мая 1747 года на частной верфи Robert Carter, в Лаймхаус, под Лондоном. Достроен 24 июня 1747 года в Дептфорде.

## Служба
1747 — вступил в строй в мае, капитан Патрик Бэйрд (англ. Patrick Baird).
1748 — 23 января совместно с HMS Romney и HMS Amazon взял 16-пушечный приватир из Гранвиля Le Comte de Noailles.
1749 — капитан Джордж Родни, Ньюфаундленд.
1753 — в апреле выведен в резерв.
С августа 1755 по июль 1756 года средний ремонт и оснащение в Вулвиче.

### Семилетняя война
1756 — введен в строй в мае, капитан Джозеф Найт (англ. Joseph Knight). 23 октября в Северном море взял приватир Content.
1757 — капитан Кристофер Бассет (англ. Christopher Basset), назначен в крейсерство. 19 сентября ушел в Средиземное море.
1760 — капитан Ричард Гвин (англ. Richard Gwynne), Средиземное море. Совместно с HMS Thetis взял 24-пушечный приватир из Сен-Мало Victor. В декабре выведен в резерв.
Сентябрь 1761 по ноябрь 1762 года — средний ремонт в Портсмуте.
1762 — повторно введен в строй, капитан Марк Робинсон (англ. Mark Robinson). В тот же год опять в резерве.
1763 — повторно введен в строй в апреле, капитан Уолтер Стерлинг (англ. Walter Sterling). 28 июня ушел в Северную Америку.

### Межвоенные годы
1766 — в октябре выведен в резерв.
Капитальный ремонт и оснащение в Вулвиче с июля 1769 по октябрь 1770 года.
1770 — повторно введен в строй в августе, капитан Чарльз Филдинг (англ. Charles Fielding).
6 января 1771 года ушел к побережью Африки. В конце года — капитан Томас Коллингвуд (англ. Thomas Collingwood), снова пошел к африканским берегам 27 декабря. Ещё два похода туда же, 4 декабря 1772 и 19 ноября 1773 года.
1774 — в сентябре выведен в резерв.

### Американская революционная война
Сентябрь 1775 по апрель 1776 года — ремонт повреждений и оснащение для заморской службы в Ширнесс.
1775 — введен в строй в декабре, капитан сэр Джордж Кольер.
1776 — превращен в войсковой транспорт в январе; 6 мая ушел в Северную Америку; участвовал в операциях под Нью-Йорком.
1777 — 7 июля отбил HMS Fox; 8 июля взял 32-пушечный американский фрегат Hancock.
1778 — 22 марта взял американский приватир Hammond, а 13 ноября General Gates.
1779 — капитан Кенделл (англ. John Kendall). 10−24 мая был на Хэмптон-Роудс.
1780 — тот же капитан; с февраля по май участвовал в осаде Саванны.
1781 — выведен в резерв.
1782 — приказом Адмиралтейства от 21 января в порядке эксперимента перевооружен с февраля по апрель в Чатеме одними карронадами:

дабы испытать достоинства этих орудий в широком масштабе и их посредством увеличить число кораблей, способных действовать в линии баталии
Оригинальный текст (англ.)by way of trying the merits of these guns on a large scale and of increasing by their means the number of ships capable of acting in the Line of Battle

Новое вооружение состояло из:
20 × 68-фунтовых карронад на гон-деке, 
 22 × 42-фунтовых каронады на опер-деке, 
 2 × 32-фунтовых карронады на баке.
Вес залпа после этого составил 1238 фунтов. Введен в строй в марте, капитан Генри Троллоп (англ. Henry Trollope). 4 сентября возле Иль-де-Ба взял французский 40-пушечный (18-фунтовый) фрегат L’Hébé. Результат этого боя заметно повлиял на отношение к 18-фунтовым фрегатам в Британии.
1783 — в марте выведен в резерв.
Октябрь 1783 по июнь 1784 года — превращен в плавучую казарму в Вулвиче.
1784−1802 — в отстое там же.
1802 — в феврале продан в Вулвиче.